# Sani Musah
Sani Musah (* 27. Juli 1994) ist ein ghanaischer Fußballspieler.

## Karriere
Musah begann seine Karriere bei den Amidaus Professionals. Für den Klub spielte er zwischen 2012 und 2014 in der Ghana Premier League, ehe er mit dem Klub aus dem Oberhaus abstieg. Im Januar 2017 wechselte er nach Österreich zum fünftklassigen FC Schruns. Für Schruns kam er allerdings nur einmal in der Landesliga zum Zug. Zur Saison 2017/18 wechselte er in die Schweiz zum unterklassigen FC Au-Berneck.
Zur Saison 2018/19 kehrte Musah wieder nach Österreich zurück und schloss sich dem viertklassigen FC Lauterach an. Mit Lauterach stieg er zu Saisonende in die neu geschaffene Eliteliga Vorarlberg auf. In viereinhalb Jahren absolvierte der Mittelfeldspieler 94 Partien für Lauterach. Im Februar 2023 wechselte er zum Ligakonkurrenten Schwarz-Weiß Bregenz. Für Bregenz absolvierte er bis zum Ende der Saison 2022/23 vier Spiele, ehe der Klub in die 2. Liga aufstieg. Nach dem Aufstieg verließ er Bregenz allerdings nach der Saison 2022/23.
Zur Saison 2023/24 wechselte er dann zum viertklassigen FC Hard.